# Olocau del Rey (kommunhuvudort)
Olocau del Rey är en kommunhuvudort i Spanien.   Den ligger i provinsen Província de Castelló och regionen Valencia, i den östra delen av landet, 280 km öster om huvudstaden Madrid. Olocau del Rey ligger 1 044 meter över havet och antalet invånare är 132.
Terrängen runt Olocau del Rey är kuperad. Runt Olocau del Rey är det glesbefolkat, med 12 invånare per kvadratkilometer. Närmaste större samhälle är Forcall, 11,9 km öster om Olocau del Rey. 